# Korean Music Award

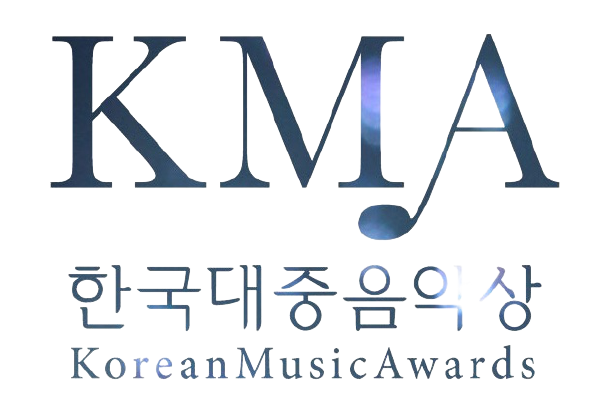
Logo dell'evento.

I Korean Music Award (한국대중음악상?, Hangukdaejung-eum-aksangLR, in breve KMA) sono un premio musicale sudcoreano, organizzato annualmente dal 2004 e considerato tra i più prestigiosi del Paese. Al contrario di altre cerimonie sudcoreane simili, che si affidano principalmente alle vendite di dischi per determinare i vincitori, i Korean Music Award distribuiscono i premi su raccomandazione di una giuria composta da critici musicali, produttori radiofonici, studiosi e altri professionisti dell'industria.
L'edizione 2022 ha introdotto le categorie Miglior album e Miglior canzone K-pop, dedicate alla musica dance pop degli idol, precedentemente nominata per i premi pop e dance/elettronica.

## Edizioni
| Edizione | Data             | Note   | Liste vincitori |
| -------- | ---------------- | ------ | --------------- |
| 1ª       | 17 marzo 2004    | [ 6 ]  | [ 7 ]           |
| 2ª       | 22 marzo 2005    | [ 8 ]  |                 |
| 3ª       | 14 aprile 2006   | [ 9 ]  |                 |
| 4ª       | 6 marzo 2007     | [ 10 ] | [ 11 ]          |
| 5ª       | 5 marzo 2008     | [ 12 ] |                 |
| 6ª       | 26 febbraio 2009 | [ 13 ] | [ 14 ]          |
| 7ª       | 30 marzo 2010    | [ 15 ] | [ 16 ]          |
| 8ª       | 23 febbraio 2011 | [ 17 ] | [ 18 ]          |
| 9ª       | 29 febbraio 2012 | [ 19 ] | [ 20 ]          |
| 10ª      | 28 febbraio 2013 | [ 21 ] | [ 22 ]          |
| 11ª      | 28 febbraio 2014 | [ 1 ]  | [ 23 ]          |
| 12ª      | 26 febbraio 2015 | [ 24 ] | [ 25 ]          |
| 13ª      | 29 febbraio 2016 | [ 26 ] | [ 27 ]          |
| 14ª      | 28 febbraio 2017 | [ 28 ] | [ 29 ]          |
| 15ª      | 28 febbraio 2018 | [ 30 ] | [ 31 ]          |
| 16ª      | 26 febbraio 2019 | [ 32 ] | [ 33 ]          |
| 17ª      | 27 febbraio 2020 | [ 34 ] | [ 35 ]          |
| 18ª      | 28 febbraio 2021 | [ 36 ] | [ 37 ]          |
| 19ª      | 1 marzo 2022     | [ 38 ] | [ 38 ]          |

## Gran premi

### Musicista dell'anno
Dal 2004 al 2007 il premio è stato suddiviso in tre categorie: Miglior musicista maschile, Miglior musicista femminile e Miglior gruppo.
- 2004 – Wheesung, Lee Tzsche, Big Mama
- 2005 – Lee Seung-chul, Lee So-ra, Clazziquai Project
- 2006 – Cho Kyu-chan, Lee Tzsche, W
- 2007 – Lee Ji-hyung, Park Seon-joo, No Brain
- 2008 – Yi Sung-yol
- 2009 – Toy
- 2010 – Seoul Electric Band
- 2011 – Galaxy Express
- 2012 – Kiha & The Faces
- 2013 – Psy
- 2014 – Sunwoo Jung-a
- 2015 – Lee Seung-hwan
- 2016 – Deepflow
- 2017 – Jay Park
- 2018 – BTS
- 2019 – BTS
- 2020 – Kim Oki
- 2021 – Leenalchi
- 2022 – BTS

### Album dell'anno
- 2004 – The The Band, The The Band
- 2005 – My Aunt Mary, Just Pop
- 2006 – Second Moon, Second Moon
- 2007 – Swallow, Aresco
- 2008 – Lee Juck, Songs Made of Wood
- 2009 – Sister's Barbershop, Most Ordinary Existence
- 2010 – Seoul Electric Band, Life Is Strange
- 2011 – Garion, Garion 2
- 2012 – Kiha & The Faces, Kiha & The Faces
- 2013 – 3rd Line Butterfly, Dreamtalk
- 2014 – Yoon Young-bae, Dangerous World
- 2015 – Loro's,  W.A.N.D.Y
- 2016 – E Sens, The Anecdote
- 2017 – Jo Dong-jin, As A Tree
- 2018 – Kang Tae-gu, bleu
- 2019 – Jang Pil-soon, Soony Eight
- 2020 – Baek Ye-rin, Our Love is Great
- 2021 – Jeongmilla, ChungPa Sonata
- 2022 – Lang Lee, There is a Wolf

### Canzone dell'anno
- 2004 – Loveholics, Loveholic
- 2005 – Cho PD, Friend
- 2006 – Yoon Do-hyun, It Must Have Been Love
- 2007 – Lee Han-chul, Superstar
- 2008 – Lee Juck, It's Fortunate
- 2009 – Kiha & The Faces, Cheap Coffee
- 2010 – Girls' Generation, Gee
- 2011 – Hot Potato, Confession
- 2012 – IU, Good Day
- 2013 – Psy, Gangnam Style
- 2014 – Cho Yong-pil, Bounce
- 2015 – Soyou & Junggigo, Some
- 2016 – Big Bang, Bae Bae
- 2017 – Bolbbalgan4, Galaxy
- 2018 – Hyukoh, Tomboy
- 2019 – BTS, Fake Love
- 2020 – Jannabi, For Lovers Who Hesitate
- 2021 – BTS, Dynamite
- 2022 – Aespa, Next Level

## Principiante dell'anno
- 2004 – Jeong Jae-il
- 2005 – MOT
- 2006 – Second Moon, Sogyumo Acacia Band
- 2007 – The Mustangs
- 2008 – Younha
- 2009 – Loro's
- 2010 – Guckkasten, Apollo 18
- 2011 – Gate Flowers
- 2012 – Bye Bye Bad Man
- 2013 – 404
- 2014 – Rock 'n Roll Radio
- 2015 – Kim Sa-wol x Kim Hae-won
- 2016 – Hyukoh
- 2017 – Silica Gel
- 2018 – Se So Neon
- 2019 – Airy
- 2020 – Sogumm
- 2021 – Meaningful Stone
- 2022 – Aespa

## Premi per genere

### Miglior album pop
- 2005 – Clazziquai Project, Instant Pig
- 2006 – W, Where the Story Ends
- 2007 – Park Seon-joo, A4rism
- 2008 – Lee Juck, Songs Made of Wood
- 2009 – Kim Dong-ryool, Monologue
- 2010 – Lee So-ra, 7th Album
- 2011 – Cho Kyu-chan, 9
- 2012 – Neon Bunny, Seoulight
- 2013 – Busker Busker, Busker Busker 1st Album
- 2014 – Sunwoo Jung-a, It's Okay, Dear
- 2015 – Akdong Musician, Play
- 2016 – Ravie Nuage, Youth
- 2017 – Jo Dong-jin, As A Tree
- 2018 – IU, Palette
- 2019 – Jang Pil-soon, Soony Eight
- 2020 – Baek Ye-rin, Our Love is Great
- 2021 – Baek Ye-rin, Every Letter I Sent You
- 2022 – IU, Lilac

### Miglior canzone pop
- 2006 – Lucid Fall, Oh, Love
- 2007 – Lee Han-chul, Superstar
- 2008 – Lee Juck, It's Fortunate
- 2009 – Toy, Passionate Goodbye
- 2010 – Lee So-ra, Track8
- 2011 – 10cm, Tonight I'm Afraid of the Dark
- 2012 – IU, Good Day
- 2013 – Busker Busker, Yeosu Night Sea
- 2014 – Cho Yong-pil, Bounce
- 2015 – Soyou & Junggigo, Some
- 2016 – Big Bang, Loser
- 2017 – Wonder Girls, Why So Lonely
- 2018 – Red Velvet, Red Flavor
- 2019 – BTS, Fake Love
- 2020 – Baek Ye-rin, Maybe It's Not Our Fault
- 2021 – BTS, Dynamite
- 2022 – AKMU, Nakka (con IU)

### Miglior album rock
- 2004 – Cocore, Super Stars
- 2005 – Vassline, Blood of Immortality
- 2006 – Black Hole, Hero
- 2007 – The Mustangs, The Mustangs
- 2008 – Hollow Jan, Rough Draft In Progress
- 2009 – Galaxy Express, Noise On Fire
- 2010 – Seoul Electronic Band, Life Is Strange
- 2011 – Cras, The Paragon of Animals
- 2012 – Kiha & The Faces, Kiha & The Faces
- 2013 – Jung Cha-shik, Turbulent Modern Times
- 2014 – Yellow Monsters, Red Flag
- 2015 – Danpyunsun and the Sailors, Animal
- 2016 – The Monotones, Into The Night
- 2017 – ABTB, Attraction Between Two Bodies
- 2018 – Lowdown 30, B
- 2019 – Life and Time, Age
- 2020 – Jambinai, Onda
- 2021 – ABTB, Daydream
- 2022 – Soumbalgwang, Happiness, Flower

### Miglior canzone rock
- 2006 – Black Hole, Life
- 2007 – Strikers, Turn Back Time
- 2008 – Mary Epic, Can't be Happy Without You
- 2009 – Kiha & The Faces, Cheap Coffee
- 2010 – Guckkasten, Mirror
- 2011 – Gate Flowers, Reserves
- 2012 – Kiha & The Faces, That Kind of Relationship
- 2013 – Jung Cha-shik, Street Musician
- 2014 – Yellow Monsters, Red Flag
- 2015 – Asian Chairshot, Haeya
- 2016 – Lowdown 30, More Burning
- 2017 – Jun Bum Sun And The Yangbans, Revolution
- 2018 – Se So Neon, The Wave
- 2019 – Life and Time, Jamsugyo
- 2020 – Jambinai, Onda
- 2021 – ABTB feat. Shin Yoon-chul, Daydream
- 2022 – Soumbalgwang, Dance

### Miglior album rock moderno
- 2005 – My Aunt Mary, Just Pop
- 2006 – Mongoose, Dancing Zoo
- 2007 – Swallow, Aresco
- 2008 – MOT, Strange seasons, Huckleberry Finn, Fantasies... My Disillusionment
- 2009 – Sister's Barbershop, A Most Ordinary Existence
- 2010 – The Black Skirts, 201
- 2011 – 9 and the Numbers, 9 and the Numbers
- 2012 – Lee Seung-yeol, Why We Fail
- 2013 – 3rd Line Butterfly, Dreamtalk
- 2014 – Yoon Young-bae, Dangerous World
- 2015 – Loro's, W.A.N.D.Y
- 2016 – The Koxx, The New Normal
- 2017 – Wings of the ISANG, Stream of Consciousness
- 2018 – Hyukoh, 23
- 2019 – Say Sue Me, Where We Were Together
- 2020 – The Black Skirts, Thirsty
- 2021 – Jo Dong-sik, Blue Pillow
- 2022 – Wings of the Isang, The Borderline between Hope and Despair

### Miglior canzone rock moderna
- 2006 – Seoul Electric Band, Come into My Dream
- 2007 – Roller Coaster, Popular Song
- 2008 – Lee Seung-yeol, Adonai
- 2009 – Sister's Barbershop, Beautiful thing
- 2010 – Broccoli, You Too?, Universal Song
- 2011 – Broccoli, You Too?, Graduation
- 2012 – Lee Seung-yeol, Not Coming Back
- 2013 – 3rd Line Butterfly, The Day We Breakup is Today
- 2014 – Yoon Young-bae, Dangerous World
- 2015 – 9 and the Numbers, Hide and Seek
- 2016 – Hyukoh, Comes and Goes
- 2017 – 9 and the Numbers, Song for Tuvalu
- 2018 – Hyukoh, Tomboy
- 2019 – Say Sue Me, Old Town
- 2020 – Jannabi, For Lovers Who Hesitate
- 2021 – Leenalchi, Tiger is Coming
- 2022 – Silica Gel, Desert Eagle

### Miglior album metal e hardcore
- 2016 – Method, Abstract
- 2017 – Remnants of the Fallen, Shadow Walk
- 2018 – Abyss, Recrowned
- 2019 – Dark Mirror ov Tragedy, The Lord ov Shadows
- 2020 – Method, Definition of Method
- 2021 – Remnants of the Fallen, All the Wounded and Broken
- 2022 – Agnes, Hegemony Shift

### Miglior album folk
- 2015 – Kim Sa-wol x Kim Hae-won, Secret
- 2016 – Kim Sa-wol, Suzanne
- 2017 – Li Min-hwee, Borrowed Tongue
- 2018 – Kang Tae-gu, Bleu
- 2019 – Kim Sa-wol, Romance
- 2020 – Chun Yong-sung, Year of Kim Il-sung's Death
- 2021 – Jeongmilla, ChungPa Sonata
- 2022 – Lang Lee, There is a Wolf

### Miglior canzone folk
- 2015 – Kwon Tree, Childhood
- 2016 – Kim Sa-wol, April, 2014
- 2017 – Lang Lee, Playing God
- 2018 – Kang Tae-gu, Bleu
- 2019 – Kim Sa-wol, Someone
- 2020 – Chun Yong-sung, Heavy Snow Watch
- 2021 – Jeongmilla, Departing from Seoul Station
- 2022 – Chun Yong-sung, Barley Tea (feat. Kang Mal-geum)

### Miglior album dance e elettronica
- 2007 – Uhm Jung-hwa, Prestige
- 2008 – House Rulez, Mojito
- 2009 – W&Whale, Hardboiled
- 2010 – Brown Eyed Girls, Sound-G
- 2011 – 2NE1, To Anyone
- 2012 – Idiotape, 11111101
- 2013 – Glen Check, Haute Couture
- 2014 – Glen Check, Youth
- 2015 – HEO, Structure
- 2016 – Trampauline, Marginal
- 2017 – Kirara, Moves
- 2018 – Idiotape, Dystopian
- 2019 – Mid-Air Thief, Crumbling
- 2020 – Lim Kim, Generasian
- 2021 – Mogwaa, Open Mind
- 2022 – Haepaary, Born By Gorgeousness

### Miglior canzone dance e elettronica
- 2007 – Peppertones, Superfantastic
- 2008 – Wonder Girls, Tell Me
- 2009 – W&Whale, R.P.G Shine
- 2010 – Brown Eyed Girls, Abracadabra
- 2011 – Miss A, Bad Girl Good Girl
- 2012 – 2NE1, I Am the Best
- 2013 – f(x), Electric Shock
- 2014 – Exo, Growl
- 2015 – Yoon Sang, If You Wanna Console Me
- 2016 – Flash Flood Darlings, Star
- 2017 – Hitchhiker, $10
- 2018 – CIFIKA, My Ego
- 2019 – Yeseo, Honey, Don't Kill My Vibe
- 2020 – Kim Kim, Sal-ki
- 2021 – Aseul, Bye Bye Summer
- 2022 – Haepaary, go to gpd and then

### Miglior album rap e hip hop
- 2004 – Defconn, Lesson 4 The People
- 2005 – Bobby Kim, Beats Within My Soul
- 2006 – Dynamic Duo, Double Dynamite
- 2007 – The Quiett, Q Train
- 2008 – Epik High, Remapping The Human Soul
- 2009 – Verbal Jint, Framed
- 2010 – Drunken Tiger, Feel gHood Muzik: The 8th Wonder
- 2011 – Garion, Garion2
- 2012 – Simo & Mood Schula, Simo & Mood Schula
- 2013 – Soriheda, Soriheda 2
- 2014 – Paloalto, Chief Life
- 2015 – Hwaji, Eat
- 2016 – E Sens, The Anecdote
- 2017 – Hwaji, Zissou
- 2018 – Viann X Khundi Panda, Reconstruction
- 2019 – Bassagong, Tang-A
- 2020 – C Jamm, Keung
- 2021 – Khundi Panda, Garosawk
- 2022 – Choi LB, Independent Music
- 2024 – Beenzino, Nowitzki

### Miglior canzone rap e hip hop
- 2006 – Garion, Mutu
- 2007 – Koonta & NuoliuNce, Holding On (feat. Sean2slow)
- 2008 – Drunken Tiger, 8:45 Heaven
- 2009 – Dynamic Duo, Mother's Soup
- 2010 – San E, Rap Genius
- 2011 – Garion, Most Urgent (feat. NUCK)
- 2012 – MC Meta & DJ Wreckx, Yes, Yes, Ya’ll
- 2013 – G-Dragon, One of a Kind
- 2014 – Bulhandang Crew, Robber
- 2015 – B-Free, Hot Summer
- 2016 – Deepflow, Cut Cut Cut
- 2017 – Bewhy, Forever
- 2018 – Woo Won-jae, We Are
- 2019 – XXX, Gonju Gok
- 2020 – E Sens, Son of a
- 2021 – Swervy, Mama Lisa
- 2022 – Changmo, Taiji

### Miglior album R&B e soul
- 2004 – Yoon Gun, Yoon Gun
- 2005 – Gummy, It's Different
- 2006 – Windy City, Love Record: Love, Power And Unity
- 2007 – Funkafric Booster, One
- 2008 – Yoon Mi-rae, Yoonmirae
- 2009 – Taeyang, Hot
- 2010 – Ra.D, Realcollabo
- 2011 – Jinbo, Afterwork
- 2012 – Boni, 1990
- 2013 – Naul, Principle of My Soul
- 2014 – Zion.T, Red Light
- 2015 – Crush, Crush On You
- 2016 – Samuel Seo, Frameworks
- 2017 – Jay Park, Everything You Wanted
- 2018 – Hippy Was Gipsy, Tree
- 2019 – Jclef, flaw, flaw
- 2020 – Samuel Seo, The Misfit
- 2021 – Sunwoo Jung-a, Serenade
- 2022 – Thama, Don't Die Colors

### Miglior canzone R&B e soul
- 2006 – Windy City, Love Supreme
- 2007 – Heritage, Starlight (feat. P-Type)
- 2008 – Yoon Mi-rae, What's Up! Mr. Good Stuff
- 2009 – Taeyang, Only Look At Me
- 2010 – Jungyup, You Are My Lady
- 2011 – Deez, Sugar
- 2012 – Junggigo, Blind
- 2013 – Naul, Wind Memory
- 2014 – Jinbo, Fantasy
- 2015 – Zion.T, Yanghwa BRDG
- 2016 – Dean, Pour Up
- 2017 – jeebanoff, Sungbuk-gu Kids
- 2018 – Rico, Paradise
- 2019 – Sumin, Your Home (feat. Xin Seha)
- 2020 – Jclef, Mama, See
- 2021 – Chudahye Chagis, Ritual Dance
- 2022 – Sumin & Slow, The Gonlan Song

### Miglior album jazz e crossover
- 2004 – Na Yoon-sun, Down By Love
- 2005 – Jeon Je-deok, Jeon Je-deok
- 2006 – Second Moon, Second Moon
- 2007 – Seo Young Do Trio, Circle
- 2008 – Woong San, Yesterday
- 2009 – Na Yoon-sun, Voyage (jazz), Miyeon & Park Je-chun, Dreams From The Ancestor (crossover)
- 2010 – Song Young-joo, Love Never Fails (jazz), Park Joo-won, Time Of The Gypsies (crossover)
- 2011 – Na Yoon-sun, Same Girl (jazz), La Ventana, Nostalgia and the Delicate Woman (crossover)
- 2012 – BG Salon, Repeat, Pause, Play (jazz), Park Joo-won, Fiesta of Sadness (crossover)
- 2013 – Lee Won-sool, Point Of Contact (jazz), Jambinai, Différance (crossover)
- 2014 – Na Yoon-sun, Lento (jazz), Salon de Oh Soo-gyeong, Salon de Tango (crossover)
- 2015 – Lee Seon-ji, The Night Of The Border (jazz), Han Seung-seok & Jung Jae-il, Bari Abandoned (crossover)
- 2016 – Buyoung Lee, Little Star (jazz), The Neq, Passing of Illusion (crossover)
- 2017 – Choi Sung-ho Singularity, When The Wind Blows (jazz), Second Moon, Pansori Chunhyang-ga (crossover)
- 2018 – Lee Jiyeun Contemporary Jazz Orchestra, Feather, Dream Drop (jazz), Han Seung Seok & Jung, And There, The Sea At Last (crossover)
- 2019 – Sunji Lee, Song of April (jazz), Near East Quartet, Near East Quartet (crossover)
- 2020 – Kim Oki, Spirit Advance Unit (jazz), Black String, Karma (crossover)
- 2021 – Malo, Song Changsik Song Book (jazz), Leenalchi, Sugungga (crossover)

### Miglior canzone jazz e crossover
- 2006 – Triologue, It Rain
- 2007 – Jangeun Bae Trio, Secret Place
- 2008 – Woong San, Yesterday

### Miglior esibizione jazz e crossover
- 2010 – Kim Chaek & Jung Jae-il, The Methodologies
- 2011 – Lee Pan-geun Project, A Rhapsody in Cold Age
- 2012 – Song Young-joo, Tale of A City
- 2013 – Kang Tae-hwan, Sorefa
- 2014 – Kim Oki, Cherubim's Wrath
- 2015 – Kim Chang-hyeon, Oblivion
- 2016 – Cho Eun-min, Oriental Fairy Tale
- 2017 – Black String, Mask Dance
- 2018 – Hogyu "Stiger" Hwang Quartet, Straight, No Chaser
- 2019 – Young-joo Song, Late Fall
- 2020 – Jangeun Bae and Liberation Amalgamation, JB Liberation Amalgamation
- 2021 – Soojin Suh, Colorist

### Miglior album colonna sonora di serie o film
- 2004 – Scandal - Joseon namnyeo sang-yeoljisa OST
- 2005 – Ireland OST
- 2006 – Lady Vendetta OST
- 2007 – Radio Star OST
- 2008 – Que sera sera OST
- 2009 – Ancient Tea Route OST
- 2010 – Madre OST
- 2011 – Bravo! Jazz Life OST
- 2012 – Manchu OST
- 2013 – Beomjoe-wa-ui jeonjaeng – Nappeunnomdeul jeonseongsidae OST

### Miglior album K-pop
- 2022 – Chungha, Querencia

### Miglior canzone K-pop
- 2022 – Aespa, Next Level

### Miglior album jazz vocale
- 2022 – Maria Kim, With Strings: Dream of You

### Miglior album jazz strumentale
- 2022 – Jihye Lee Orchestra, Daring Mind

## Premi popolarità

### Gruppo dell'anno votato dai netizen
- 2009 – Wonder Girls
- 2010 – Girls' Generation
- 2011 – f(x)
- 2012 – Infinite
- 2013 – Busker Busker
- 2014 – Exo
- 2015 – Infinite

### Musicista donna dell'anno votata dai netizen
- 2009 – Younha
- 2010 – Baek Ji-young
- 2011 – Kim Yoon-ah
- 2012 – IU
- 2013 – Lena Park
- 2014 – Lee Hi
- 2015 – HA:TFELT
- 2016 – IU

### Musicista uomo dell'anno votato dai netizen
- 2009 – Kiha & The Faces
- 2010 – Ahn Jung-yeop
- 2011 – Taeyang
- 2012 – Verbal Jint
- 2013 – Jay Park
- 2014 – G-Dragon
- 2015 – Jay Park
- 2016 – Park Jin-young

### Musicista rock dell'anno votato dei netizen
- 2008 – No Brain

### Musicista rock moderno dell'anno votato dei netizen
- 2008 – Nell

### Musicista hip hop dell'anno votato dei netizen
- 2008 – Epik High

### Musicista pop dell'anno votato dei netizen
- 2008 – Younha

### Musicista dance e elettronica dell'anno votato dei netizen
- 2008 – Big Bang

### Musicista R&B e soul dell'anno votato dei netizen
- 2008 – Brown Eyed Soul

### Musicista jazz e crossover dell'anno votato dei netizen
- 2008 – Na Yoon-sun

## Premi speciali

### Premio speciale scelta del comitato
- 2004 – Asoto Union / Jeon Gyeong-ok
- 2005 – Lee Ki-yong
- 2006 – Yeon Young-seok
- 2007 – EBS Space Sympathy
- 2008 – Bbang Compilation 3, History of Bbang
- 2009 – Kim Doo-soo
- 2010 – Shim Jeong-rak
- 2011 – Super Session
- 2012 – Working People Documentary, Factory of Dreams
- 2013 – Jara Island International Jazz Festival
- 2014 – Naver On Stage
- 2015 – Jambinai
- 2016 – Park Je-chun
- 2017 – Yoon Min-seok
- 2020 – Seoul Record Fair
- 2021 – Earkey Project
- 2022 – Han Kyung-rok / Korea Jazz Guard

### Premio alla carriera
- 2004 – Lee Jung-sun
- 2005 – Hahn Dae-soo
- 2006 – Cho Yong-pil
- 2007 – Jung Tae-chun
- 2008 – Shin Jung-hyeon
- 2009 – Sanullim
- 2010 – Jo Dong-jin
- 2011 – Son Seok-u
- 2012 – Lee Pan-geun
- 2013 – Kim Min-ki
- 2014 – Park Sung-yeon
- 2015 – Song Chang-sik
- 2016 – Kim Hwee-gab
- 2017 – Kim Hong-tak
- 2018 – Lee Jang-hee
- 2019 – Yang Hee-eun
- 2020 – Kim Soo-chul
- 2021 – Deulgukhwa
- 2022 – Devils

### Etichetta discografica dell'anno
- 2004 – Fluxus Music
- 2005 – Cavare Sound / JNH
- 2006 – Pastel Music